# ヴィト・ヴォルムホール
ヴィト・ヴォルムホール（Vito Wormgoor、1988年11月16日 - ）は、オランダ出身のサッカー選手。IKスタルト所属。ポジションはDF。

## クラブ経歴
2006年にアヤックス・アムステルダムのアカデミーに入団。リザーブチームであるヨング・アヤックスではキャプテンを務めた。2007-08シーズンからトップチームに昇格し、何度かベンチ入りしたものの、結局出場機会は訪れなかった。その後、ロッカールームに置いてあったチームメイトのエドガル・マヌチャリアンのバッグから150ユーロを窃盗するという事件を起こしたため、2008年8月25日付でクラブとの契約を解除された。
2008年9月2日、FCユトレヒトと2年間の延長オプション付き2年契約を結んだ。
2009-10シーズンはエールステ・ディヴィジに所属していたデ・フラーフスハップにレンタルされた。主力としてこのシーズンのリーグ制覇に貢献し、FCユトレヒトとの契約満了後に2年間の契約を結んだ。
2012年3月26日、ADOデン・ハーグと4年契約を結んだ。
2016年にノルウェーのオーレスンFKと契約を結んだ。2017年からSKブランに移籍。
2019年12月18日、フリーでメジャーリーグサッカーのコロンバス・クルーに加入。

## 人物
実弟のナンドもサッカー選手。

## タイトル

### クラブ
デ・フラーフスハップ
- エールステ・ディヴィジ: 2009–10

コロンバス・クルー
- MLSカップ: 2020